# Guvernul Iranului
Format:Infobox presidential government 
Guvernul Republicii Islamice Iran (în limba persană نظام جمهوری اسلامی ایران, transliterat: Neẓām-e jomhūrī-e eslāmi-e Irān , cunoscut și pur și simplu ca Nezam ( persană نظام, sistem)  este forma de guvernământ și actualul sistem politic din Iran, la putere de la Revoluția islamică și de la căderea dinastiei Pahlavi, în 1979. 
Constituția sa, adoptată prin referendum,  folosește modelul separării puterilor cu sistemele executiv, legislativ și judiciar,  în timp ce liderul suprem este șeful statului țării și comandantul general al forțelor armate . 
În prezent, este unul dintre cele patru guverne care utilizează titlul de republică islamică⁠(d) .  
În vârful stâlpului religios, islamic, al acestui sistem, se află Liderul religios și spiritual (Vali-e-Faqih) care este ales de către învățații religioși de seamă ai societății, cunoscuți sub denumirea de experți. Experții, responsabili cu selectarea Liderului Republicii Islamice și cu supravegherea activității sale (conform articolelor 107, 108 și 111 din Constituție), se numără printre personalitățile alese ale poporului.
Stâlpul „republicii” este situat lângă stâlpul „religiei Islamului” în cadrul Republicii Islamice. Structura guvernării ridicată pe acest pilon, similară cu alte modele democratice, este împărțită în trei ramuri: executiv, legislativ și judiciar.
Printre acestea, și conform Constituției, autoritatea legislativă este în mâinile Parlamentului și, de asemenea, unele competențe de supraveghere intră în sfera activităților Parlamentului. În plus, aprobările și contractele externe ale guvernului trebuie aprobate de către Adunarea Consultativă Islamică (Parlamentul Republicii islamice Iran). Numărul membrilor Adunării Consultative Islamice este în prezent de 290 de persoane, iar o creștere a acestui număr poate fi realizată în baza art. 64 din Constituție.
Cabinetul, format din președinte și miniștri, răspunde în fața Parlamentului. În acest sens, președintele trebuie să obțină un vot de încredere din partea Parlamentului pentru a forma un cabinet pentru miniștrii săi propuși. Președintele Iranului este cel mai înalt oficial din Iran, după Liderul Suprem, care, dacă este aprobat de Consiliul Gardienilor, poate fi nominalizat și ales prin vot popular direct. Conform Constituției Republicii Islamice Iran, Președintele este responsabil pentru punerea în aplicare a Constituției, și este șeful puterii executive. Semnarea tratatelor, acordurilor și chestiunilor legate de alte țări și organizații internaționale, planificarea națională, bugetul, numirea guvernului și a miniștrilor, guvernatorilor și ambasadorilor, care sunt supuse aprobării Adunării Consultative Islamice, se numără printre atribuțiile președintelui.
În timp ce Parlamentul poate, în anumite circumstanțe, să-i chestioneze și să-i demită pe miniștri, sau chiar să acționeze în sensul declarării președintelui ca inadecvat, pregătind astfel terenul pentru demiterea acestuia, președintele nu are dreptul să dizolve Parlamentul. În schimb, președintele deține o autoritate considerabilă în gestionarea chestiunilor guvernamentale și executive.
Diferit de situația președintelui și membrilor Adunării Consultative Islamice, șeful justiției este ales de Liderul Suprem.

## Creare

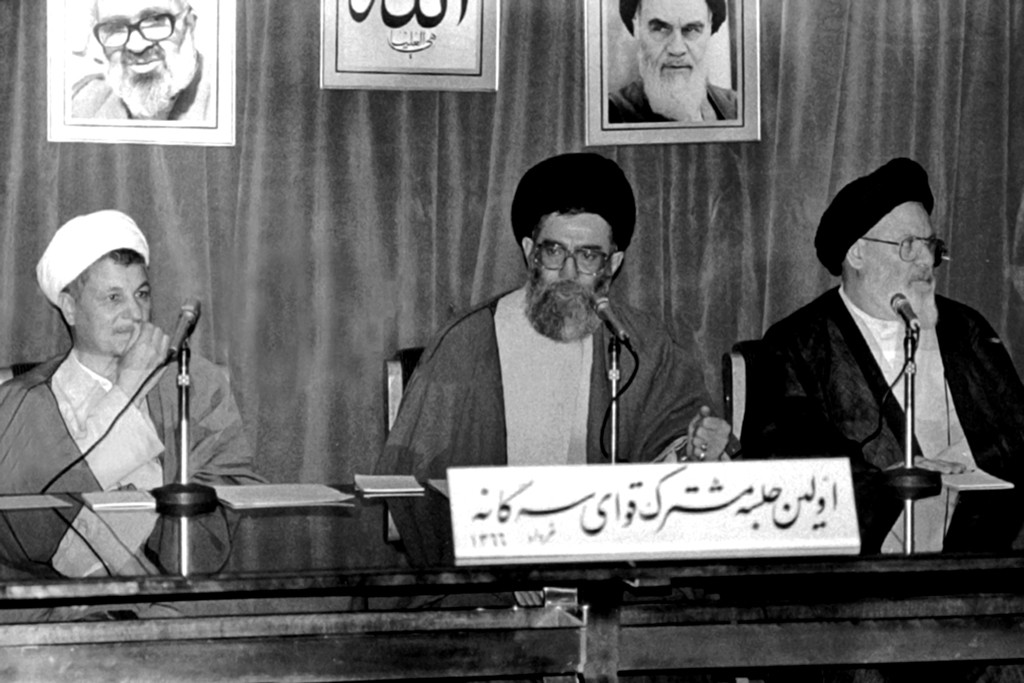
Reuniune tripartită comună a Guvernului iranian, 2 iunie 1987. Președintele Parlamentului Hashemi Rafsanjani (stânga), președintele Ali Khamenei (mijloc) și șeful Curții Supreme Mousavi Ardebili (dreapta).

Republica Islamică Iran a fost creată la scurt timp după Revoluția Islamică . Primele demonstrații majore cu intenția de a-l răsturna pe șahul Mohammad Reza Pahlavi au început în ianuarie 1978,  cu o nouă Constituție teocratică, bazată pe Islam, fiind aprobată în decembrie 1979, punând capăt monarhiei . Șahul a fugit din Iran în ianuarie 1979 după ce greve și manifestații împotriva lui și a regimului său au paralizat țara. Ayatollahul Khomeini se va întoarce în februarie același an, după o lungă perioadă de exil, întâmpinat în capitala Teheranului de câteva milioane de iranieni.  Prăbușirea finală a dinastiei Pahlavi a avut loc la scurt timp după 11 februarie, când armata iraniană s-a declarat oficial „neutră”, după ce gherilele și trupele rebele au copleșit forțele loiale șahului în luptele de stradă din toată țara.
După victoria Revoluției Islamice, un referendum a fost organizat de Guvernul interimar al Iranului la 30 și 31 martie 1979 (10 și 11 Farvardin 1358), cerându-le oamenilor să voteze fie Da, fie Nu unei Republici Islamice.  Rezultatele referendumului au fost anunțate la scurt timp după, de către Ayatollah Khomeini la 2 aprilie 1979, 98,2% dintre cetățenii iranieni votând în favoarea unei Republici Islamice.  

### Constituție
În 2-3 decembrie 1979, Constituția Republicii Islamice Iran a fost ratificată prin referendum popular. În acest referendum, 99,5 prezenți ai alegătorilor iranieni au aprobat Constituția.   Zece ani mai târziu, în vara anului 1989, alegătorii iranieni aveau să aprobe un set de amendamente la Constituția din 1979, într- un alt referendum .   Constituția a fost numită „hibrid” de „elemente teocratice și democratice”. În timp ce articolele 1 și 2 conferă suveranitate lui Dumnezeu, articolul 6 „impune alegeri populare pentru președinție și Majlis, sau parlament”.  Cu toate acestea, toate procedurile și drepturile democratice sunt subordonate Consiliului Gardian și Liderului Suprem, ale cărui puteri sunt specificate în Capitolul 8 (articolele 107-112).  
Sistemul electoral este un set de metode pe care cetățenii le folosesc pentru a-și alege reprezentanții în sistemele democratice.
În sistemul Republicii Islamice Iran, sub titlul general de Republică, este subliniată participarea poporului și prezența acestuia în diverse domenii. Articolul 56 din Constituție recunoaște dreptul la autodeterminare ca sursă de suveranitate și putere politică și, în acest sens, alte principii ale Constituției stabilesc modul de exercitare a acestui drept și instrumentele pentru realizarea voturilor în alegerile libere.
Printre acestea, alegerile prezidențiale au o mare importanță datorită poziției importante a președintelui în sistemul politic iranian, precum și a puterilor și îndatoririlor acestuia, iar fondatorii sistemului electoral au acordat, de asemenea, o atenție specială acestui aspect.
În ceea ce privește candidații la președinție, articolul 115 din Constituție prevede condițiile necesare pentru eligibilitatea candidaților la președinție după cum urmează: președintele trebuie ales dintre personalitățile religioase și politice care îndeplinesc următoarele calificări: să fie de origine iraniană, să fie cetățean al Iranului, să fie inventiv și un bun manager, să aibă o bună pregătire și experiență, să fie pios și de încredere, să aibă credință în principiile Republicii Islamice și în religia oficială a țării.
Alegerile prezidențiale sunt organizate pentru obținerea majorității absolute a voturilor. Dacă nu se ajunge la majoritatea absolută pentru vreunul dintre candidații din primul tur, alegerile vor fi în două runde. Cei doi candidați care au primit cele mai multe voturi în primul tur vor candida în turul doi. A doua rundă de alegeri va avea loc în vinerea din săptămâna următoare primului tur.
Alegătorii care participă la alegerile prezidențiale și la alegerile pentru Adunarea Consultativă Islamică nu trebuie să se înregistreze în prealabil. De asemenea, nu există restricții sau militări privind participarea rezidenților unei circumscripții electorale la alegerile din altă circumscripție electorală.
Alegerile organizate în țară sunt, în mod oficial, responsabilitatea Ministerului Afacerilor Interne, care își exercită această responsabiliatte prin intermediul Centrelor electorale, iar Consiliul Gardienilor, pe lângă aprobarea candidaților la alegerile prezidențiale și parlamentare, este în primul rând responsabil cu supravegherea procesului electoral din Republica Islamică Iran.
Este, de asemenea, responsabilitatea Consiliului Gardienilor să se ocupe de plângerile și infracțiunile electorale ale candidaților la ambele alegeri, dar și să confirme rezultatele finale ale alegerilor. Decretul final privind candidatul câștigător la președinție trebuie să fie pus în aplicare de către Liderul Suprem. Acreditările membrilor Parlamentului trebuie, de asemenea, aprobate de către comisiile parlamentare.
În ceea ce privește aspectele financiare și asistența financiară acordate candidaților de către persoane fizice și juridice, există o „Lege privind transparența și supravegherea finanțării activităților electorale în alegerile Adunării Consultative Islamice”, iar utilizarea resurselor guvernamentale, a bugetului și a facilităților, pentru a face publicitate în favoarea un anumit candidat este interzisă, acest demers, dacă se realizează, fiind considerat o infracțiune.

#### Principii
Guvernul Republicii Islamice Iran este oficial o republică teocratică . 

## Structura politică

Sistemul politic al Republicii Islamice Iran

### Conducere
Liderul Suprem al Republicii Islamice Iran este numit oficial Autoritatea Conducătoare Supremă a Iranului. Acest post a fost stabilit de articolul 5 din Constituția Republicii Islamice Iran, în conformitate cu conceptul de tutelă a juristului islamic .  Acest post este un post permanent.  Articolul 109 se referă la calificările de conducere, iar articolul 110 menționează funcțiile și îndatoririle conducătorului suprem . Conform acestui articol, el este comandantul-șef al forțelor armate. De asemenea, conform articolului 57, legislativul, executivul și sistemul judiciar vor funcționa sub supravegherea conducătorului suprem.  Republica Islamică a avut doi lideri supremi: Ayatollah Ruhollah Khomeini, care a deținut funcția de la Revoluția iraniană din 1979 până la moartea sa în 1989, și Ayatollah Ali Khamenei, care deține această funcție de la moartea lui Khomeini.

### Legislativul
Legislativul Republicii Islamice Iran este alcătuit din: Adunarea Consultativă Islamică și Consiliul Gardienilor.

#### Adunarea Consultativă Islamică
Articolele 62-90 din Constituția Republicii Islamice Iran se referă la Adunarea Consultativă Islamică. La articolul 71, se menționează că Adunarea Consultativă Islamică poate stabili legi cu privire la toate problemele, în limitele competenței sale, astfel cum este prevăzut în Constituție. Conform articolului 62, Adunarea consultativă islamică este constituită din reprezentanții poporului ales direct și prin vot secret. Articolul 64 menționează că trebuie să existe doi sute șaptezeci de membri ai Adunării Consultative Islamice care, ținând cont de factorii umani, politici, geografici și alți factori similari, pot crește cu nu mai mult de douăzeci pentru fiecare perioadă de zece ani de la data referendumul național din anul 1368 al calendarului solar islamic (echivalent cu 1989).  Parlamentul are în prezent 290 de reprezentanți, schimbați față de cele 272 de locuri anterioare de la alegerile din 18 februarie 2000 .

#### Consiliul Gardienilor
Consiliul Gardian este o parte a legislativului care acționează în multe moduri ca o cameră superioară a Adunării Consultative. Acest consiliu revizuiește legislația de către Adunarea Consultativă pentru a examina compatibilitatea acesteia cu Islamul și Constituția. 
În sistemul politic iranian, o instituție precum Consiliul Gardienilor este echivalentă cu „Consiliul constituțional” francez. Membrii Consiliului, format din 12 membri, sunt aleși și numiți gardieni. Dintre membrii Consiliului Gardienilor, șase sunt oameni de religie sau mai bine zis juriști specializați in Drept religios, și sunt numiți de Liderul Suprem, iar ceilalți șase membri sunt juriști propuși de către șeful justiției, și sunt aprobați de către Adunarea Consultativă Islamică.

### Executivul

#### Președinte
În Republica Islamică Iran, Președintele este a doua persoană la guvernare și șeful guvernului . Președintele este cel mai înalt oficial nominal ales din Iran, deși președintele răspunde în fața Liderului suprem al Iranului, care funcționează ca șef de stat al țării . Capitolul 9 (articolele 133-142) din Constituția Republicii Islamice Iran stabilește calificările pentru candidații la președinție și procedurile pentru alegeri, precum și puterile și responsabilitățile președintelui ca „funcții ale executivului”. Acestea includ semnarea de tratate și alte acorduri cu țări străine și organizații internaționale; administrarea planificării naționale, bugetului și afacerilor de stat; și numirea miniștrilor sub rezerva aprobării Parlamentului . 

### Sistemul judecătoresc
Sistemul judecătoresc al Republicii Islamice Iran este o putere independentă, protectoare a drepturilor individului și societății, responsabilă de punerea în aplicare a justiției.

### Alte instituții

#### Adunarea Experților
Adunarea experților  este un corp deliberativ de optzeci și opt (88) membri, sunt aleși prin vot direct public timp de opt ani. 

#### Consiliul de Discernământ
Consiliul de Discernământul Interesului Superior al Regimului este o adunare administrativă numită de liderul suprem  și a fost creat la revizuirea Constituției Republicii Islamice Iran la 6 februarie 1988.  Conform articolului 112 din Constituție  Acesta a fost inițial creat pentru a rezolva diferențele sau conflictele dintre Adunarea Consultativă și Consiliul Gardian, dar „adevărata sa putere constă mai mult în rolul său consultativ pentru liderul suprem ”.
Consiliul de Discernământ, prin membrii săi fizici și juridici, are sarcini precum pregătirea și propunerea proiectelor de politici generale ale Republicii Islamice, participarea la Consiliul de Revizuire Constituțională, furnizarea de consiliere Liderului Suprem și, în cele din urmă, soluționarea disputelor dintre Consiliul Gardienilor și Adunarea Consultativă Islamică.
Membrii consiliului sunt aleși de Liderul suprem la fiecare cinci ani. 

## Linkuri externe
- Official website of the Executive branch